# Pawliwka (rejon bogoduchowski)
Pawliwka (ukr. Павлівка) – wieś na Ukrainie, w obwodzie charkowskim, w rejonie bogoduchowskim, w hromadzie Bogoduchów. W 2001 liczyła 1173 mieszkańców, wśród których 1129 wskazało jako ojczysty język ukraiński, 39 rosyjski, 1 węgierski, 2 białoruski, 1 ormiański, a 1 inny.